# David de Ocrida
David de Ocrida (en griego: Δαβίδ ὁ ἀπὸ Ἀχριδῶν) fue un comandante militar bizantino.
Hacia 1024 ocupó el cargo de estratego de la thema de Samos. Junto con el dux de Tesalónica Nicéforo Cabasilas y la flota del Thema Cibirreota, se enfrentó a una incursión de la Rus de Kiev en el mar Egeo. Después de abrirse paso a la fuerza más allá de las defensas bizantinas en los Dardanelos, los rus', unos 800 hombres, habían tocado tierra en Lemnos, donde los comandantes bizantinos se enfrentaron a ellos. Fingiendo negociaciones, los bizantinos cayeron sobre los rus' sorprendiéndolos y aniquilándolos.